# Arno Seifert
Arno Seifert (* 27. Juli 1936; † 3. Januar 1987) war ein deutscher Historiker auf den Gebieten der Universitätsgeschichte, Wissenschaftsgeschichte und Kulturgeschichte.

## Leben
Der gebürtige Schlesier wurde 1945 nach Thüringen verschlagen, ehe er ab 1953 an der Universität Halle (Saale) ein Studium der Geschichte und Romanistik begann. Schon bald entfaltete er kritische politische Aktivitäten, die ihm die Beobachtung durch das Ministerium für Staatssicherheit einbrachten. Während seiner Examensvorbereitung wurde er am 13. Dezember 1957 verhaftet. In dem anschließenden Prozess wurde er zu einer Zuchthausstrafe von sieben Jahren verurteilt, die er vor allem in Bautzen verbüßte.
Nachdem er am 20. August 1964 in die Bundesrepublik entlassen worden war, nahm er sein Studium an der Universität München wieder auf und konnte es dort mit der wissenschaftlichen Prüfung für das Lehramt an höheren Schulen mit Auszeichnung abschließen. 1969 promovierte er summa cum laude mit einer Arbeit über die Universität Ingolstadt. Mit einer Arbeit über den weltlichen Staat und Kirchform habilitierte er sich 1978 für mittlere und neue Geschichte und wurde 1982 zum außerplanmäßigen Professor in München ernannt. Schon gezeichnet von einer Krankheit, hatte er dort lange Zeit einen Arbeitsplatz im Universitätsarchiv inne.

## Leistungen
Fußend auf dem reichen Material zur Geschichte der Ingolstädter Universität, hat er in seiner ersten Schaffensperiode die Entwicklungslinien der europäischen Universität während der Umbruchszeiten Spätscholastik, Humanismus, Reformation und Gegenreformation nachgezeichnet. Der posthum erschienene Beitrag im Handbuch der deutschen Bildungsgeschichte zieht die Summe aus dieser Kennerschaft der Schul- und Hochschulgeschichte.
Nach seiner Habilitation widmete er sich der Wissenschafts- und Geistesgeschichte von Mittelalter und früher Neuzeit. Aus seiner Beschäftigung mit der Begriffsgeschichte von „Historia“ resultierte die engagierte Teilnahme an der wissenschaftstheoretischen Diskussion seines Faches.

## Werke (Auswahl)
- Statuten- und Verfassungsgeschichte der Universität Ingolstadt 1472–1586. Duncker & Humblot, Berlin 1971 (= Ludovico Maximilianea: Forschungen, 1) (Dissertation).
- Die Universität Ingolstadt im 15. und 16. Jahrhundert. Texte und Regesten. Duncker & Humblot, Berlin 1973 (= Ludovico Maximilianea: Quellen, 1).
- Cognitio historica. Die Geschichte als Namensgeberin der frühneuzeitlichen Empirie. Duncker & Humblot, Berlin 1976 (= Historische Forschungen, 11).
- Weltlicher Staat und Kirchenreform. Die Seminarpolitik Bayerns im 16. Jahrhundert. Aschendorff, Münster 1978 (= Reformationsgeschichtliche Studien und Texte, 115) (Habilitationsschrift).
- Logik zwischen Scholastik und Humanismus. Das Kommentarwerk Johann Ecks. Fink, München 1978 (= Humanistische Bibliothek, Reihe 1: Abhandlungen, 31).
- Der enzyklopädische Gedanke von der Renaissance bis zu Leibniz. In: Studia Leibnitiana, Suppl. Bd. 23 (1983), S. 113–124.
- Das höhere Schulwesen. Universitäten und Gymnasien. In: Handbuch der deutschen Bildungsgeschichte, Bd. 1 (1996), S. 197–345.